# Tempio del Magnifico Drago
Il Tempio del Magnifico Drago (in cinese: 龙华 寺T, 龍華 寺S, Lónghúa SìP), o tempio Longhua,  è un tempio buddhista, dedicato al Buddha Maitreya, di Shanghai, nel distretto di Putuo, in Cina.
Sorge al nº 2853 di Lónghuá lù (Strada del Magnifico Drago), nel settore sud-ovest della città, nei pressi di un'ansa del fiume Huangpu.
Rappresenta il maggior complesso di templi antichi di Shanghai. Anche se la maggior parte degli edifici odierni risalgano a ricostruzioni successive, il complesso conserva il progetto architettonico di un monastero della dinastia Song (960-1279) della scuola Chán.

## Storia

### Origini leggendarie
Il tempio fu costruito per la prima volta nel 242 d.C., durante il Periodo dei Tre Regni (220–165). Secondo una leggenda, Sun Quan, re del regno di Wu (222-280), aveva ottenuto le Sharira, reliquie dei resti cremati del Buddha. Per ospitare queste preziose reliquie, il re ordinò la costruzione di 13 pagode. Si dice che la Pagoda Longhua (龍華 塔), parte del complesso del tempio di Longhua, fosse una di queste.
Il nome della pagoda, come anche quello del tempio, ha la sua origine in una leggenda locale secondo la quale un tempo apparve sul sito un drago.

### Rinnovi e ricostruzioni

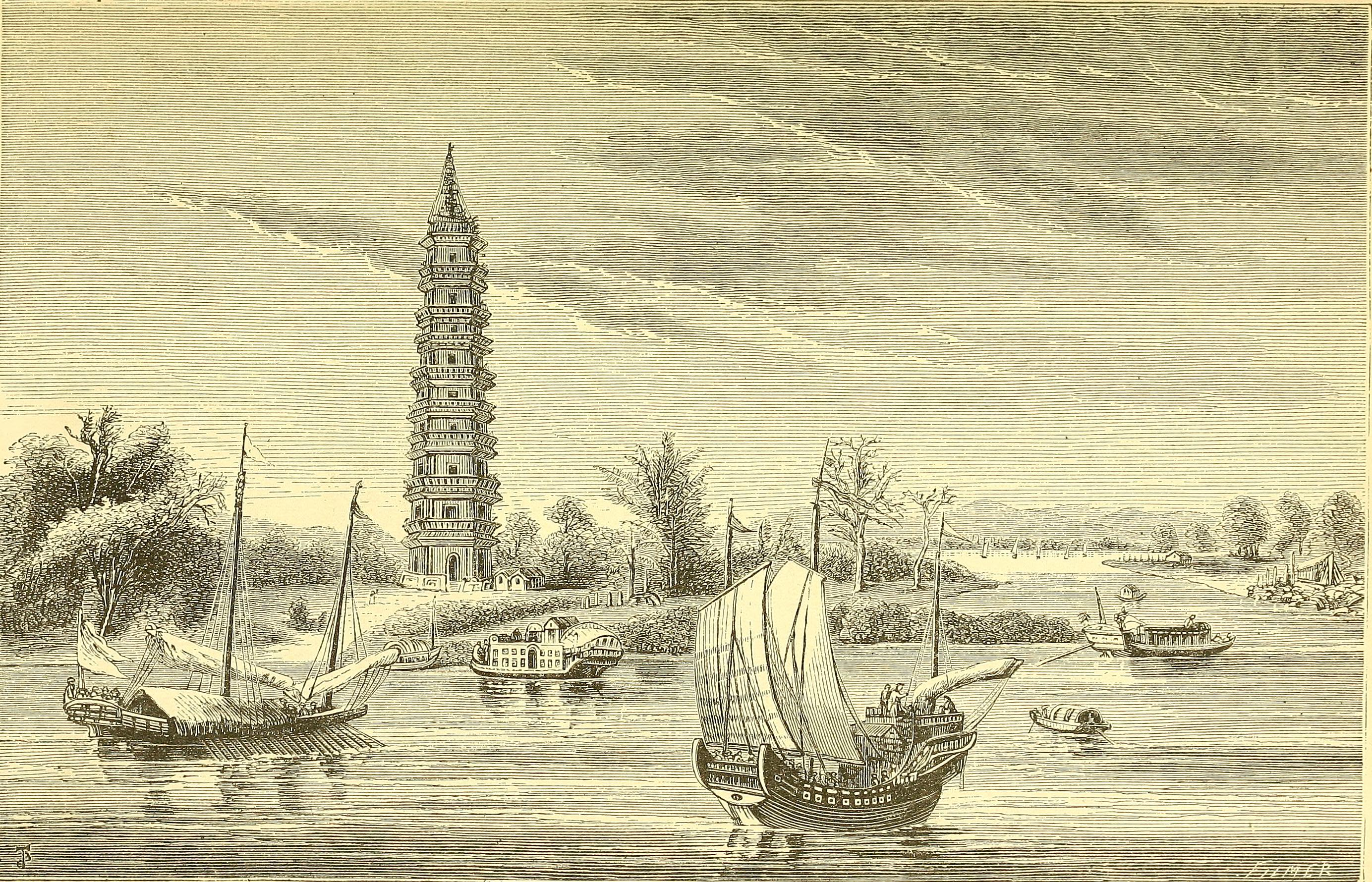
La pagoda nel 1873.

Il tempio fu distrutto dalla guerra verso la fine della dinastia Tang (618–907) e ricostruito nel 977 d.C., durante il regno di Wuyue della dinastia dei Song Settentrionali (960–1127). Nel 1064, fu ribattezzato Tempio Kongxiang (空 相 寺). 
Nei secoli il complesso templare venne più volte ingrandito e arricchito, ma venne nuovamente distrutto durante le guerre della fine della dinastia Yuan, solo la pagoda rimase illesa. Dal 1403 al 1424, durante il regno dell'imperatore Yongle, della dinastia Ming, il tempio fu totalmente ricostruito. In seguito venne continuamente rinnovato durante i regni di Wanli (1591), che ridiede il nome originale di Tempio Longhua, e Chongzhen (1630) della dinastia Ming; e dei regni di Kangxi (1668), Daoguang (1827),  Tongzhi (1862-1874) e Guangxu (1875-1908) della dinastia Qing.

### Storia contemporanea

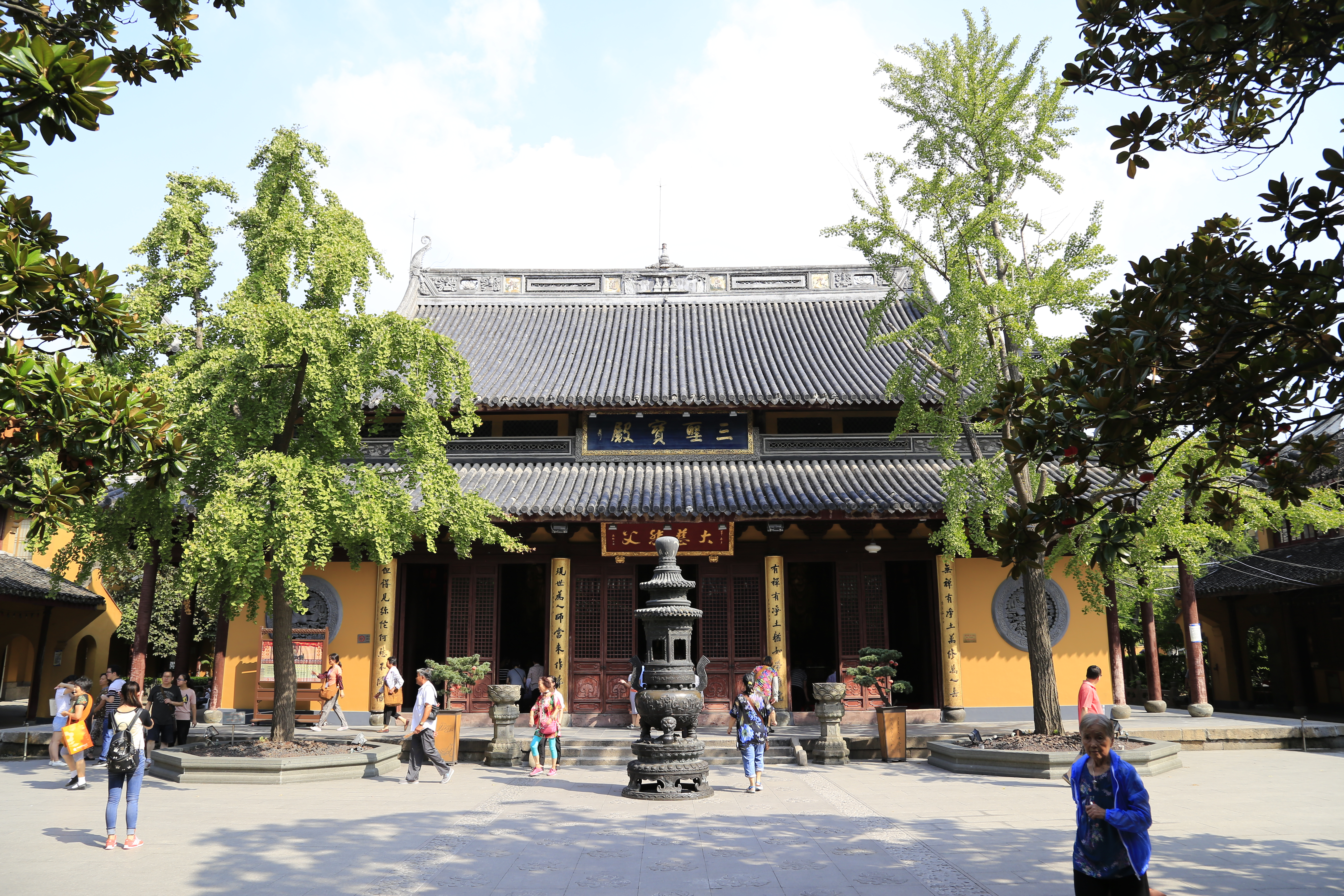

L'attuale progetto architettonico segue ancora l'originale della dinastia Song (960-1279). Tuttavia solo il nucleo della Pagoda Longhua rimane autentico di quel periodo. Un moderno restauro dell'intero complesso del tempio è stato effettuato nel 1954.
Il tempio e il monastero erano originariamente circondati da ampi giardini e frutteti. La fioritura dei peschi dei giardini di Longhua costituiva un'attrazione annuale per la gente delle città circostanti.
Dal XX secolo il terreno del tempio venne utilizzato come luogo di esecuzioni pubbliche. Nel 1927, il Kuomintang eseguì un'epurazione di sospetti comunisti a Shanghai. Migliaia di vittime di questa epurazione furono portate sul terreno del tempio per essere giustiziate. Oggi sono commemorati nel cimitero dei martiri di Longhua, dietro il tempio. Durante la seconda guerra sino-giapponese, i giapponesi gestirono il loro più grande campo di internamento civile nell'area, dove americani, britannici e cittadini di altri paesi alleati erano detenuti in pessime condizioni.
I vasti giardini del tempio sono stati da allora quasi interamente assorbiti nel vicino cimitero dei martiri di Longhua e sono stati ampiamente ricostruiti in uno stile monumentale contemporaneo. Un piccolo giardino tradizionale rimane immediatamente adiacente agli edifici del tempio.

## Descrizione

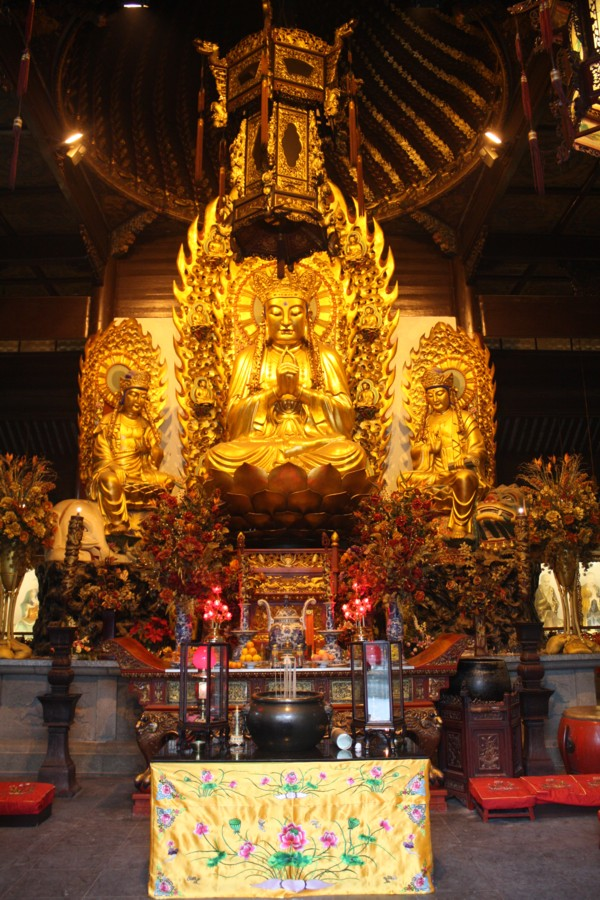
Gautama Buddha e due discepoli nella Sala Grande anteriore.

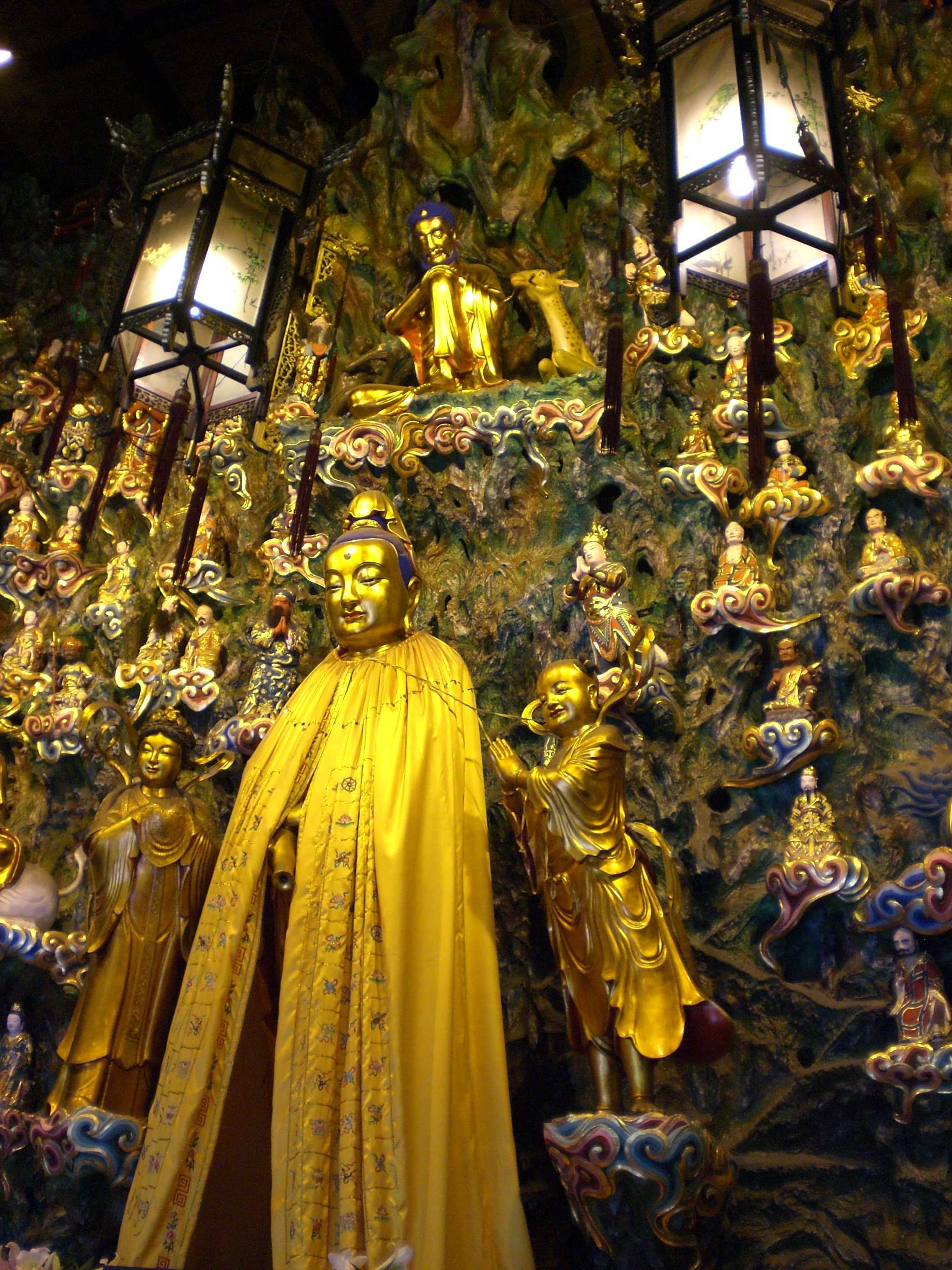
Gautama Buddha e due discepoli nella Sala Grande posteriore.

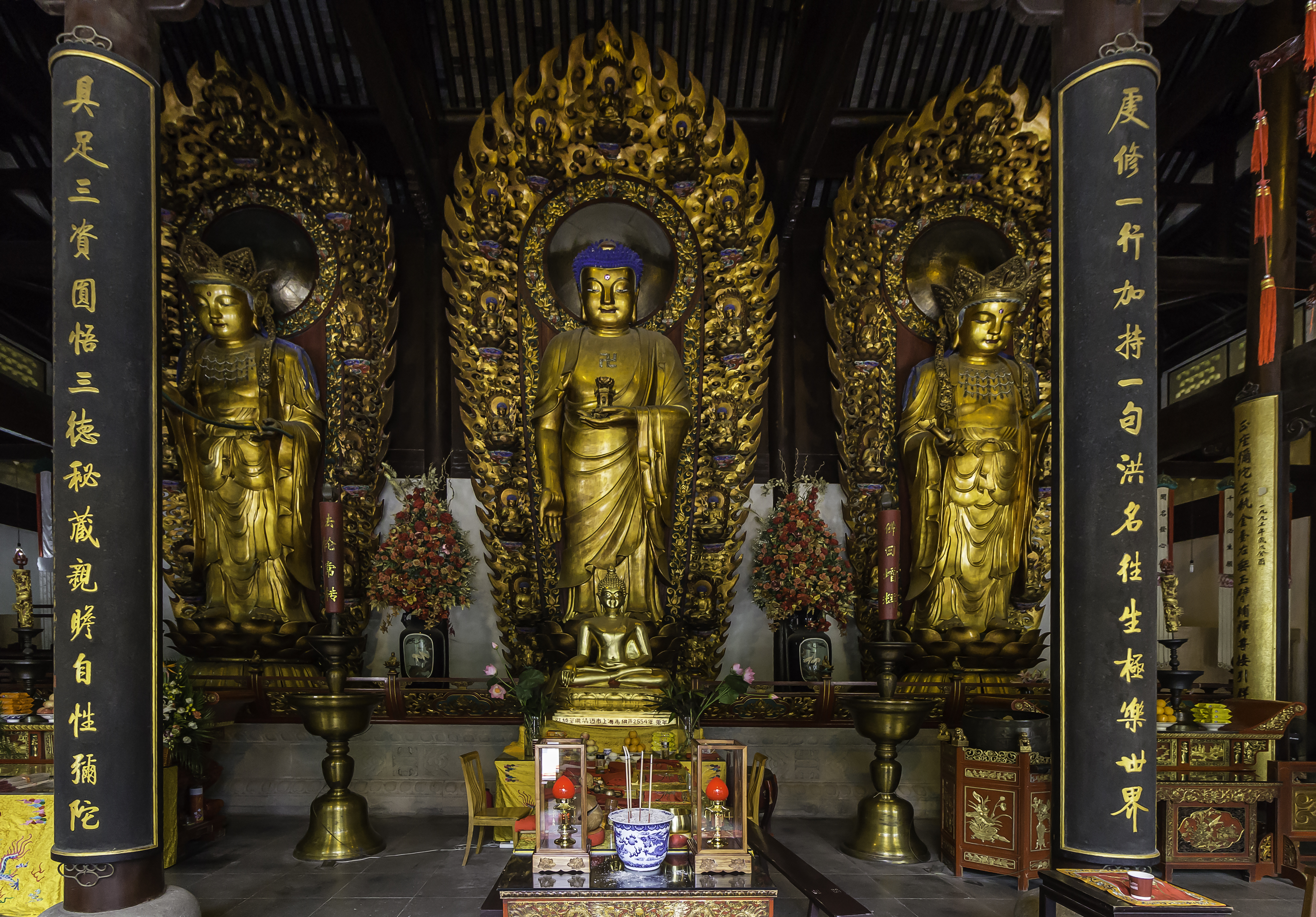
Statue dorate nella Sala dei Tre Saggi.

Il Tempio occupa un'area di oltre 20.000 metri quadrati e l'asse principale del complesso è lungo 194 metri. La struttura più alta è la Pagoda, il cui corpo misura 37 metri e con la guglia ferrea tocca i 41,04 metri.
La disposizione degli edifici del tempio segue quella tradizionale di un monastero della dinastia Song secondo la scuola Chán. Noto come stile a cinque sale Sangharama, si compone di cinque sale principali disposte lungo l'asse centrale di direzione nord-sud.
Dall'ingresso o Shānmén (Porta della Montagna), gli edifici sono:
Sala del Buddha Maitreya (o del Buddha che Sorride)
La Sala accoglie una statua del Buddha Maitreya e un'altra nella sua manifestazione come Budai, o Buddha Sorridente.
Sala dei Re Celesti
La Sala ospita le statue dei Quattro Re Celesti, guardiani dei punti cardinali.
Sala Mahavira (o Grande Sala)
La Sala Mahavira è la sala principale, che ospita al centro l'altare e presenta una complessa copertura lignea dipinta a cupola. Questo altare divide la sala in due parti: anteriore e posteriore. In quella anteriore, sull'altare, sono tre grandi statue dorate del Buddha storico (Gautama Buddha) e due discepoli. Intorno sono disposti, sotto un portico, i venti Guardiani della Legge Buddista. Nella sala posteriore, nel retro dell'altare si ripetono le statue del Gautama Buddha e dei discepoli, intorno alle quali è il decoratissimo altorilievo dei Paradiso con i sedici arhat principali seduti sulle nuvole. Al centro della sala è la gigante scultura di Guanyin, il bodhisattva della grande compassione, nella sua manifestazione femminile. La sala custodisce anche un'antica campana fusa nel 1586, durante l'era Wanli della dinastia Ming.
Torre della Campana e Torre del Tamburo
A fianco della Sala Grande, fuori dall'asse centrale, sorgono la Torre del Tamburo e la Torre della Campana. Quest'ultima ospita una campana di rame nel 1382, che alta 2 metri e dal diametro di 1,3 metri, pesa 5 tonnellate. La campana viene utilizzata nella cerimonia serale di Capodanno. 
Anche situato fuori dall'asse principale è un santuario di Dizang, (Re Bodhisattva), un bodhisattva cosmico del buddhismo Mahāyāna, generalmente rappresentato come un monaco.
Sala dei Tre Saggi
La Sala ospita le statue dorate del Buddha Amitabha e dei Bodhisattva Guanyin (forma maschile) e Mahāsthāmaprāpta, bodhisattva della saggezza.
Sala dell'Abate
È il luogo in cui l'abate riceve e parla.
Biblioteca di testi buddisti
La Biblioteca dei testi buddisti ospita varie versioni di Tripitaka e altre opere buddiste, oltre a strumenti cerimoniali, oggetti d'antiquariato, reliquie storiche e manufatti.

### Pagoda del Magnifico Drago

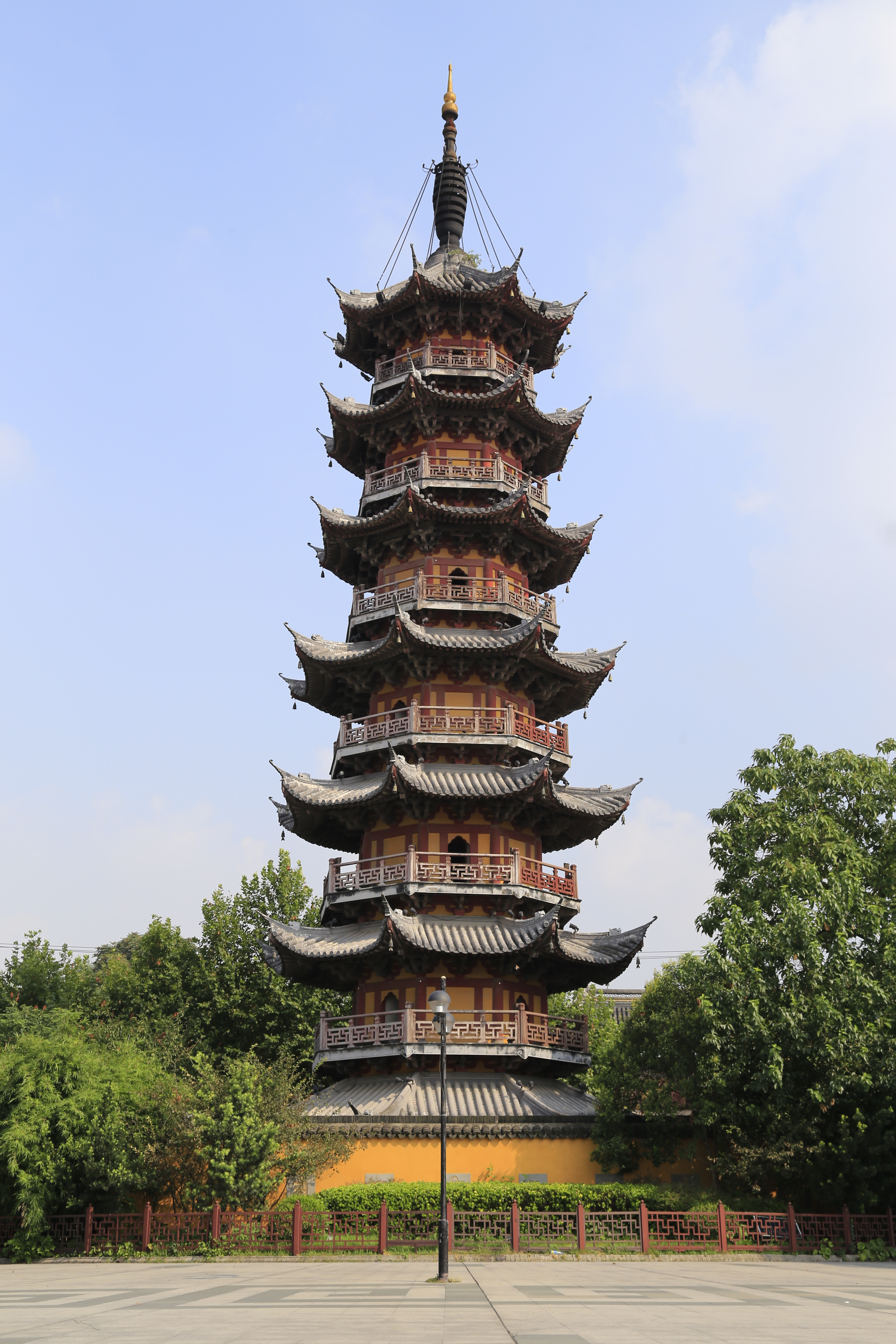
La pagoda.

La Pagoda è costituita da corpo centrale ottagonale in laterizi di sette piani rastremati. Cavo all'interno, accoglie una scala lignea circolare. L'esterno è ritmato da balconi con ringhiere lignee e tipici tetti sporgenti e ricurvi.
Diverse pagode lignee si sono succedute in questo luogo. L'attuale, realizzata con corpo centrale in mattoni, risale al 977, sotto il regno Wuyue (907–978). Continui furono i restauri dei suoi componenti in legno più fragili dell'esterno.
Il corpo centrale, alla sommità del tetto, misura un'altezza di 37 metri, con la guglia ferrea tocca i 41,04 metri.

## Fiera del tempio
La Fiera del Tempio di Longhua si tiene dall'epoca Ming ogni anno il terzo giorno del terzo mese del calendario lunare, quando, secondo la leggenda locale, i draghi visitano il tempio per aiutare a soddisfare i desideri della gente. Coincide con la fioritura dei peschi del Parco di Longhua. Fin dal suo inizio, la fiera, è stata un evento annuale ricorrente; interrotto solo dalla Rivoluzione culturale e dallo scoppio della SARS e del COVID-19.

## Cultura e cinema
- Empire of the Sun. J.G. Ballard nel suo romanzo autobiografico della seconda guerra mondiale L'impero del sole descrive l'uso militare giapponese della pagoda di Longhua come una torre di cannoni antiproiettile. Nell'adattamento cinematografico del libro da parte di Steven Spielberg, la pagoda è chiaramente visibile sopra il campo di prigionia.

## Galleria d'immagini

Tempio del Magnifico Drago
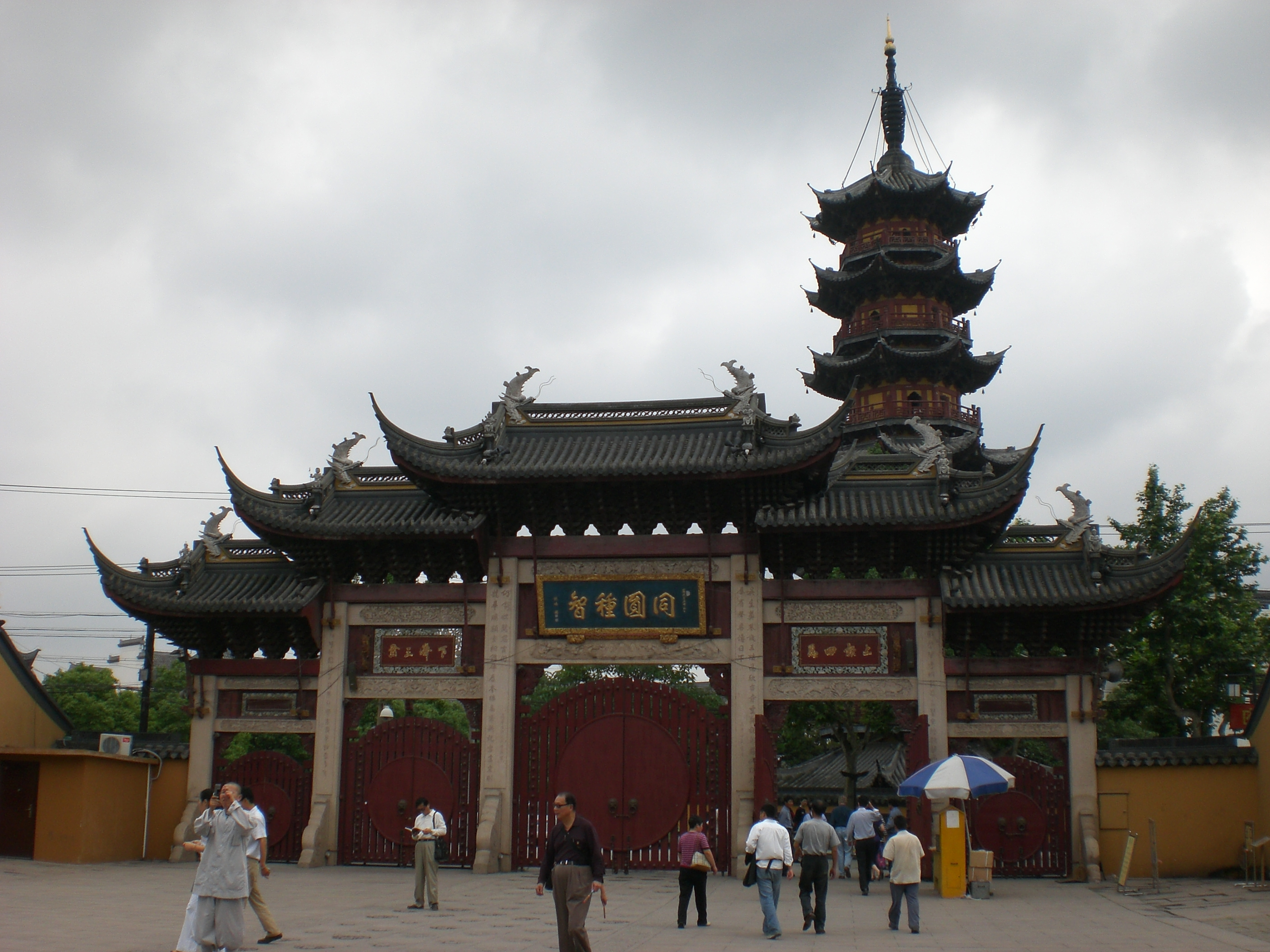
La Porta della Montagna
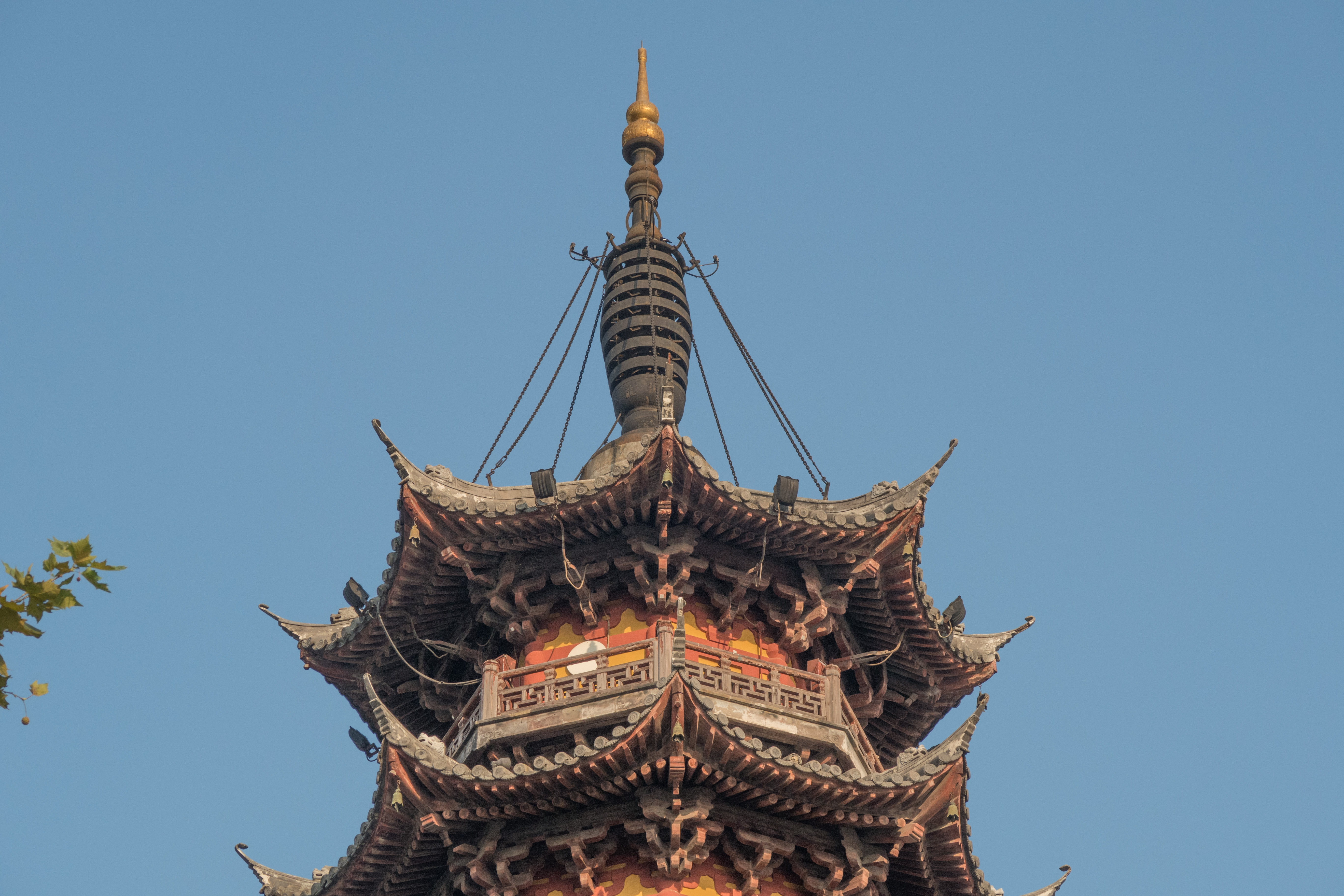
La guglia della pagoda
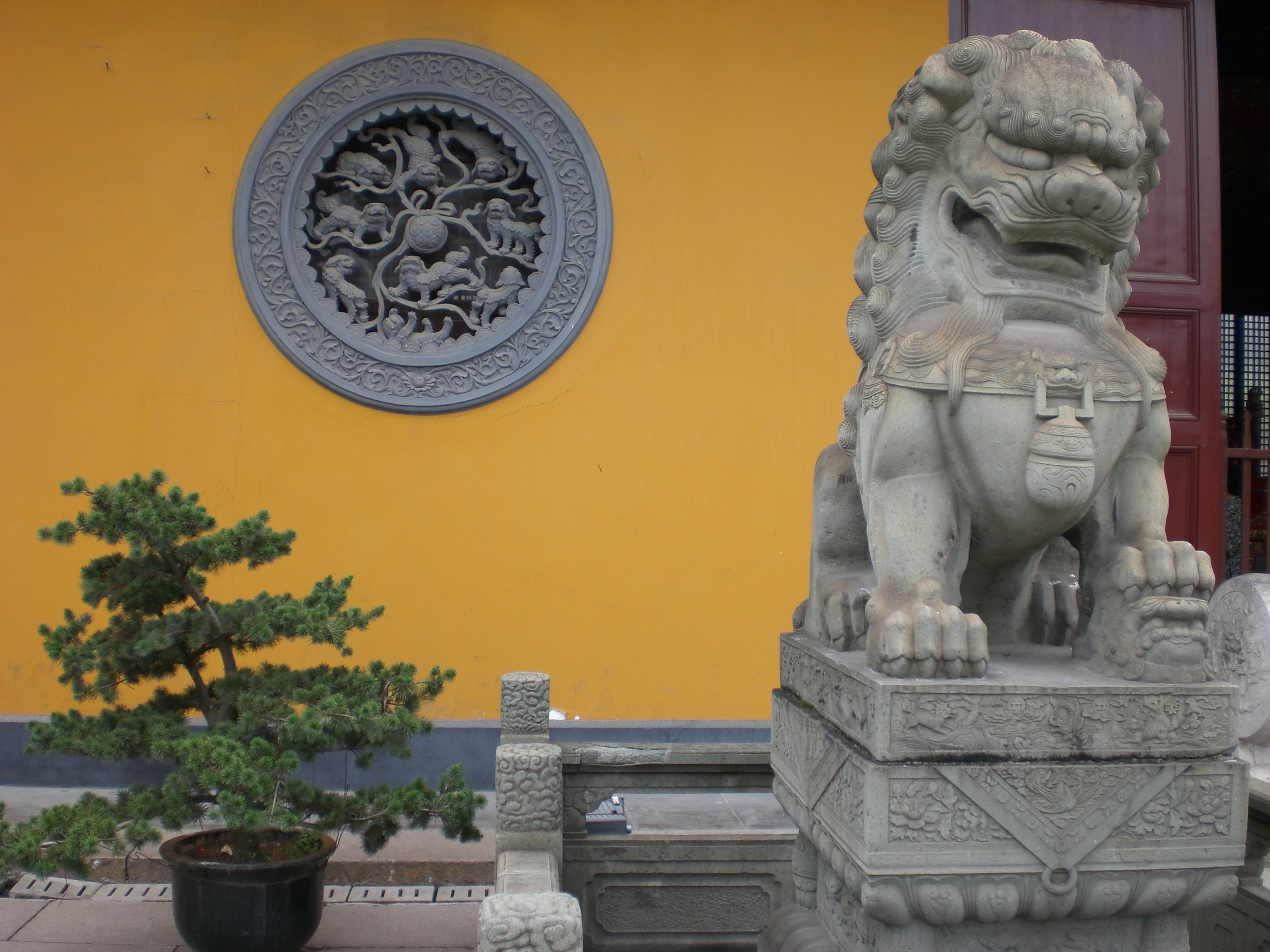
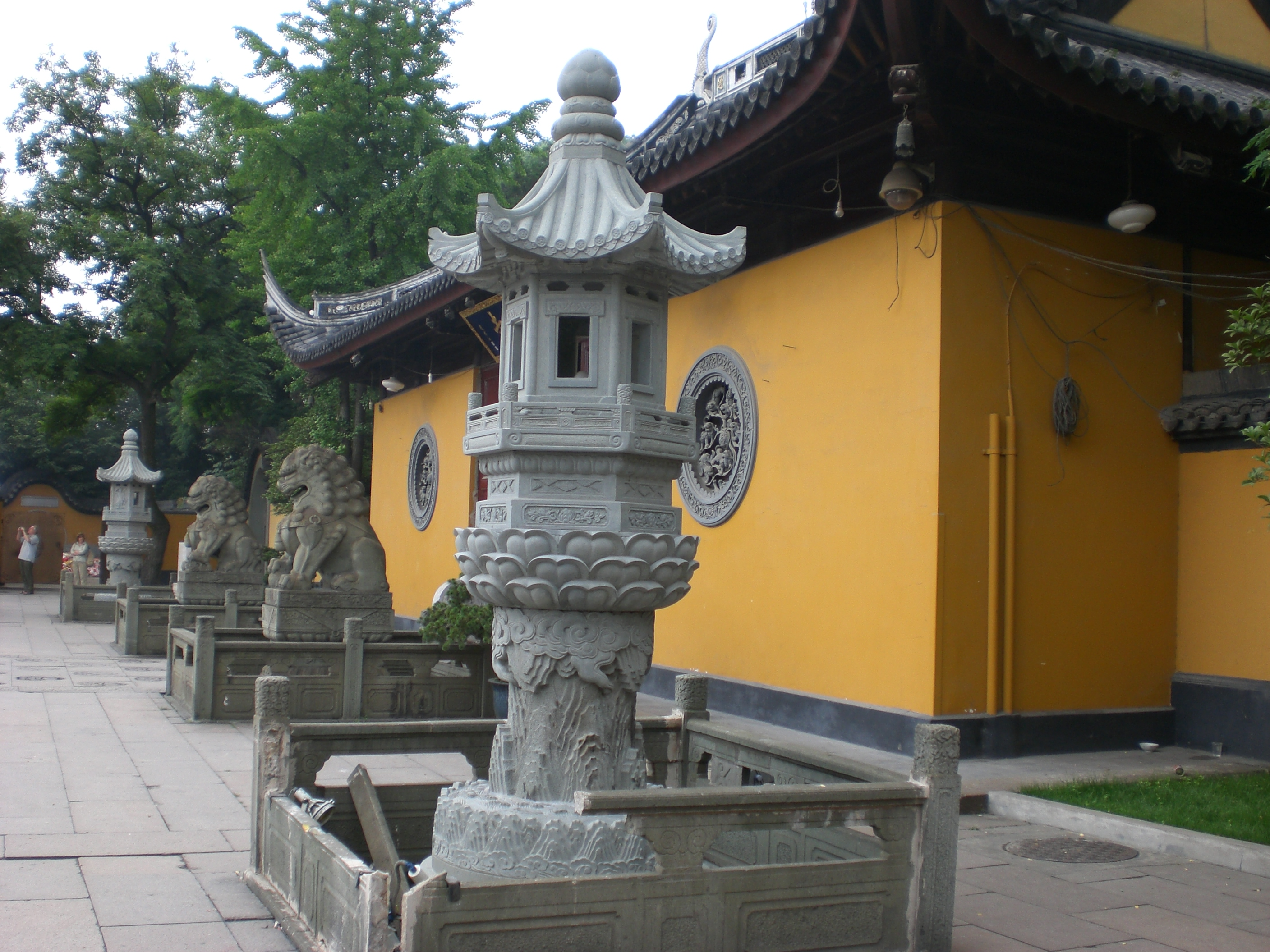
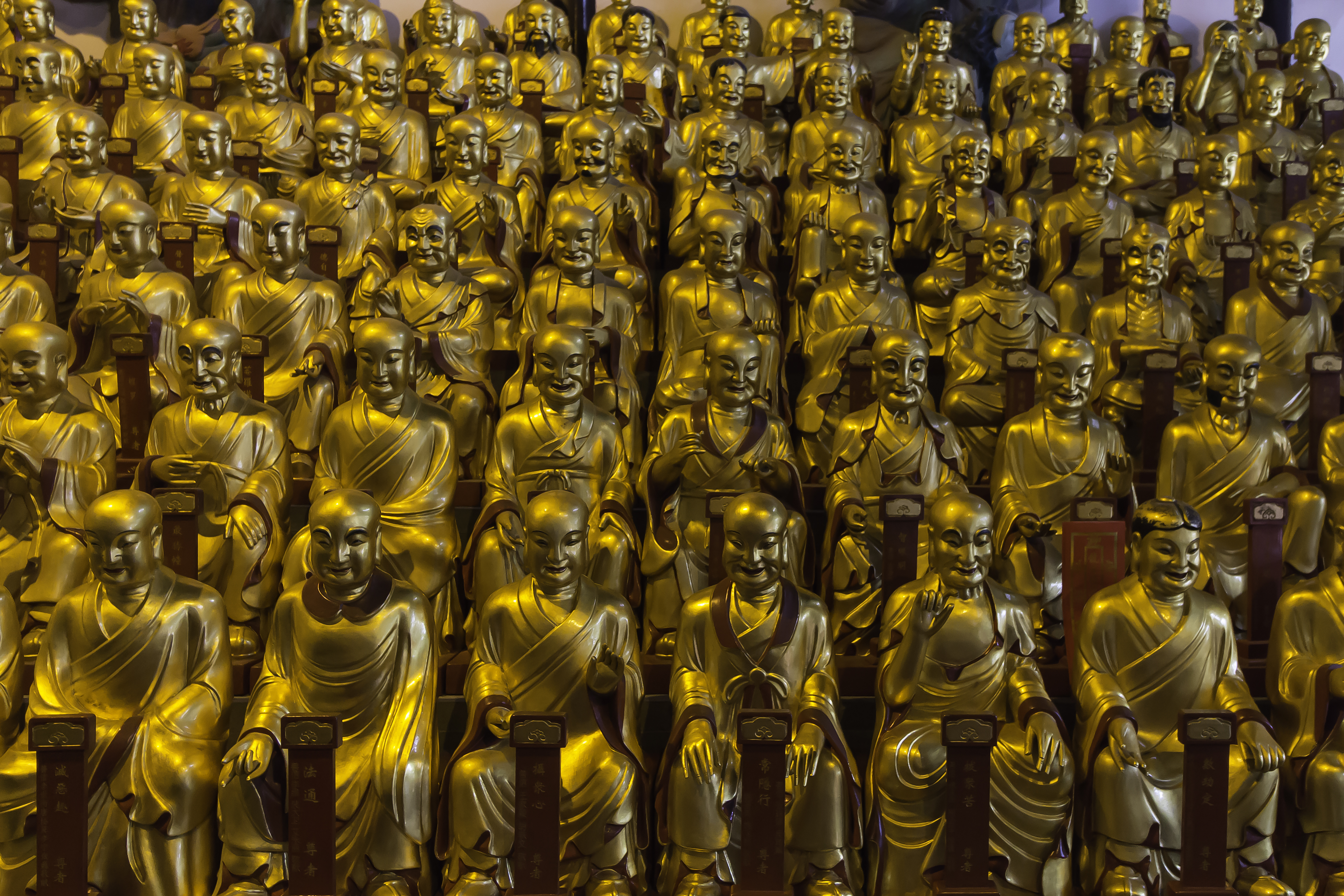